# Cultura dels nurags

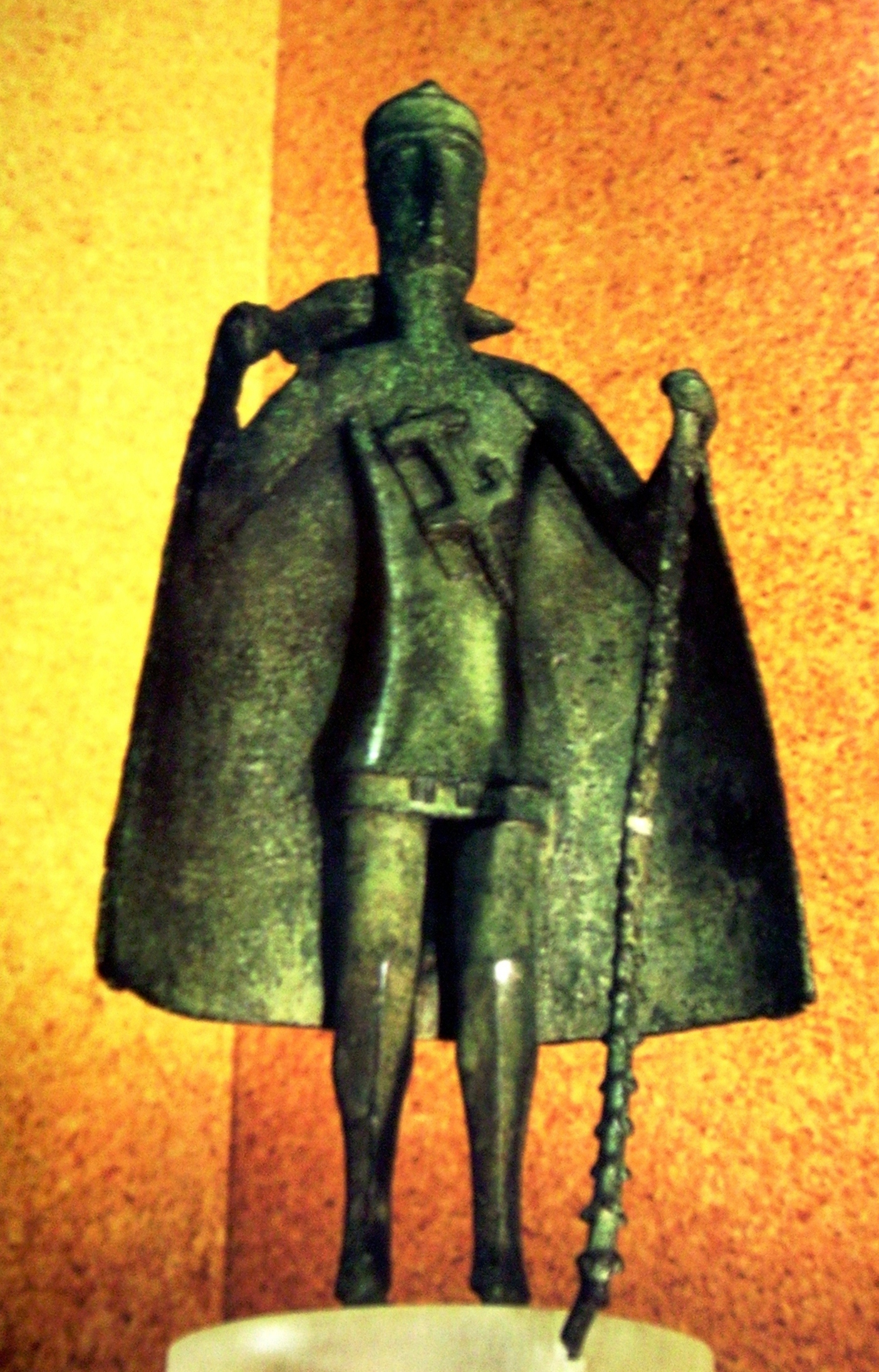
Bronze sard, Museu arqueològic nacional de Càller

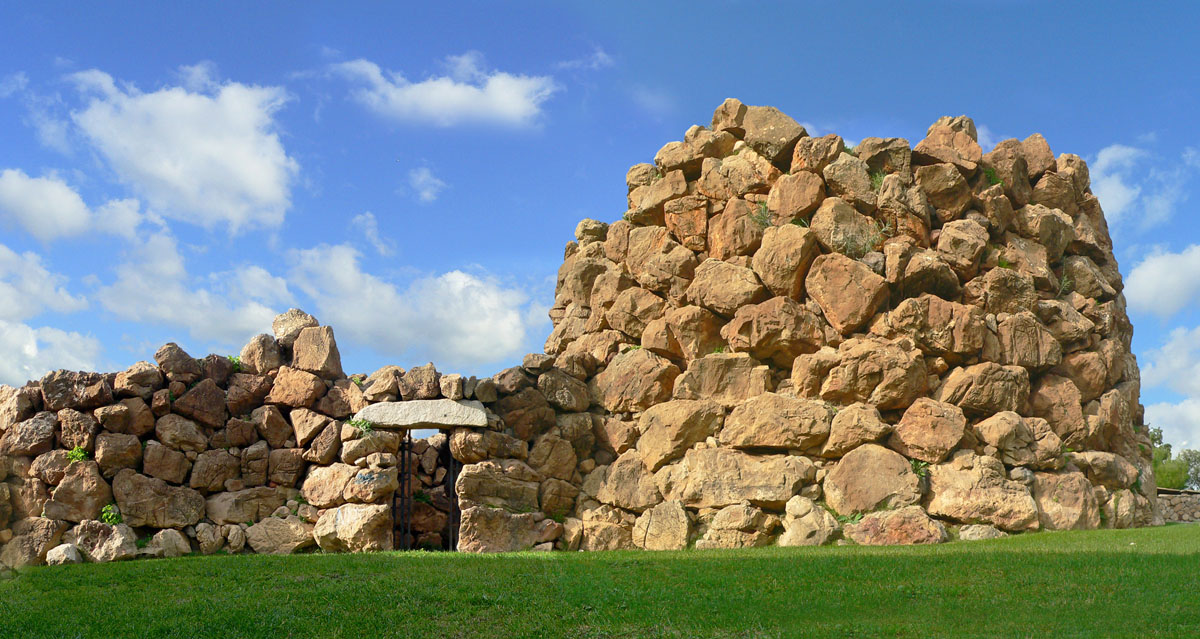
Nurag Arresi a Sant'Anna Arresi

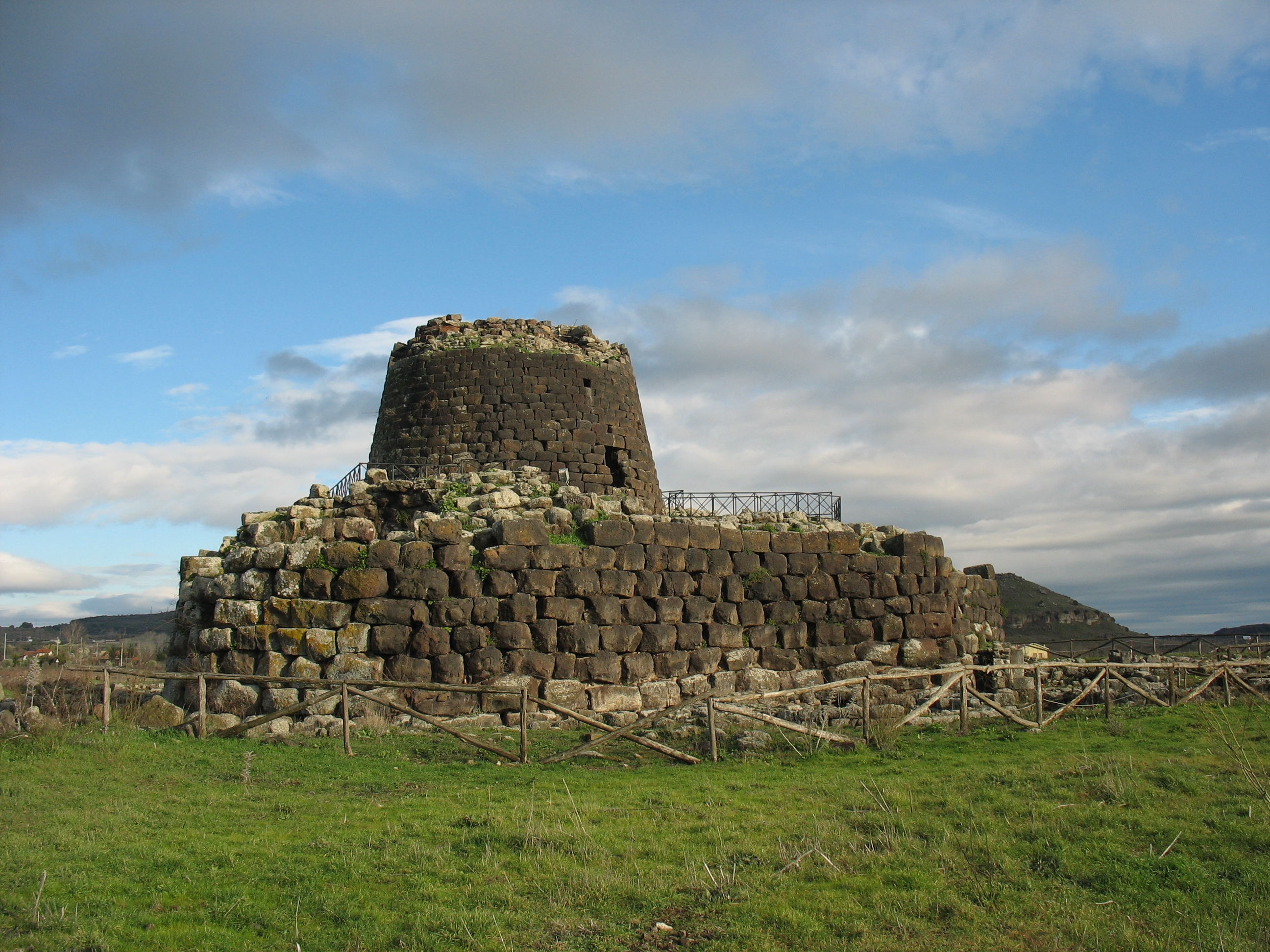
Nurag Santu Antine, Torralba

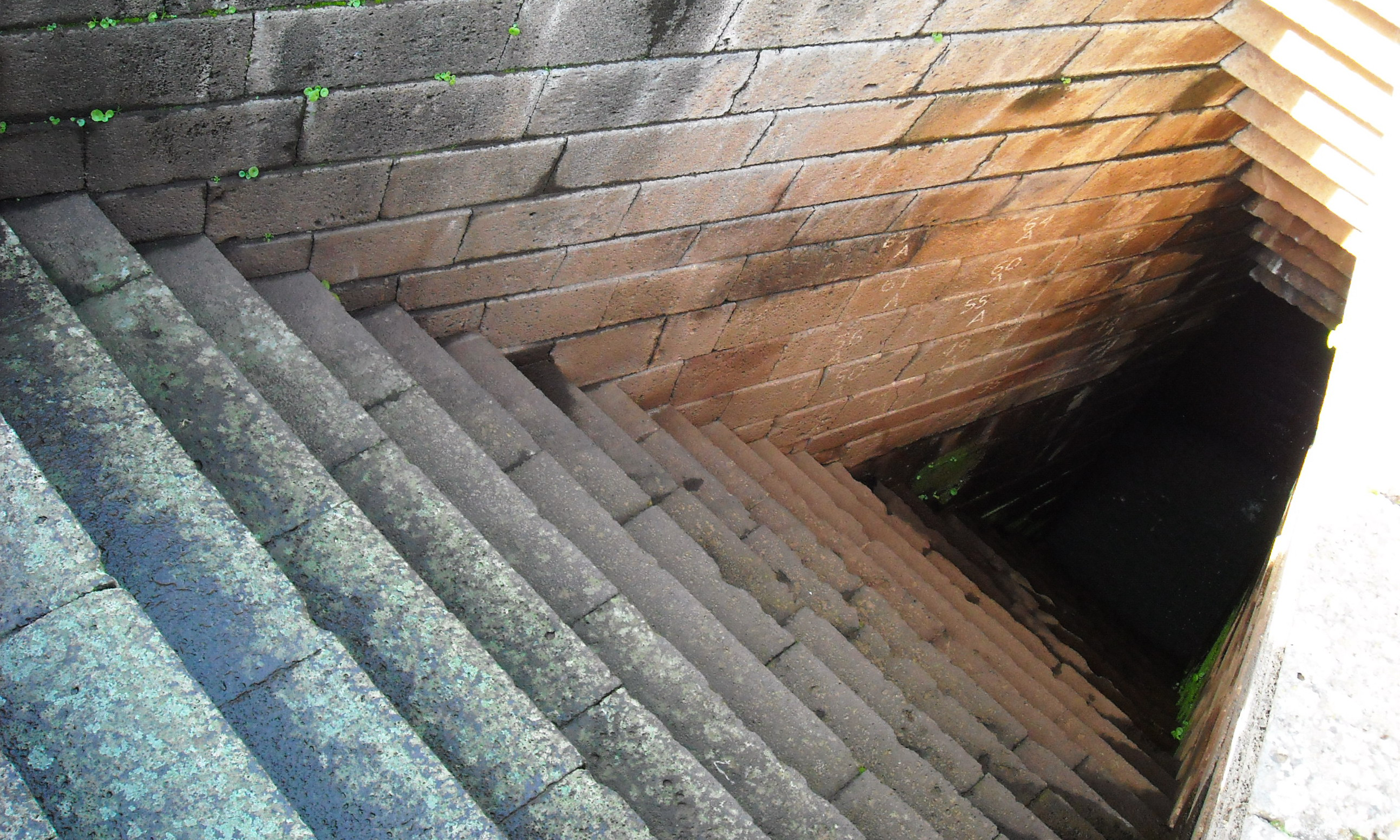
Temple de Pou de Santa Cristina, Paulilátino

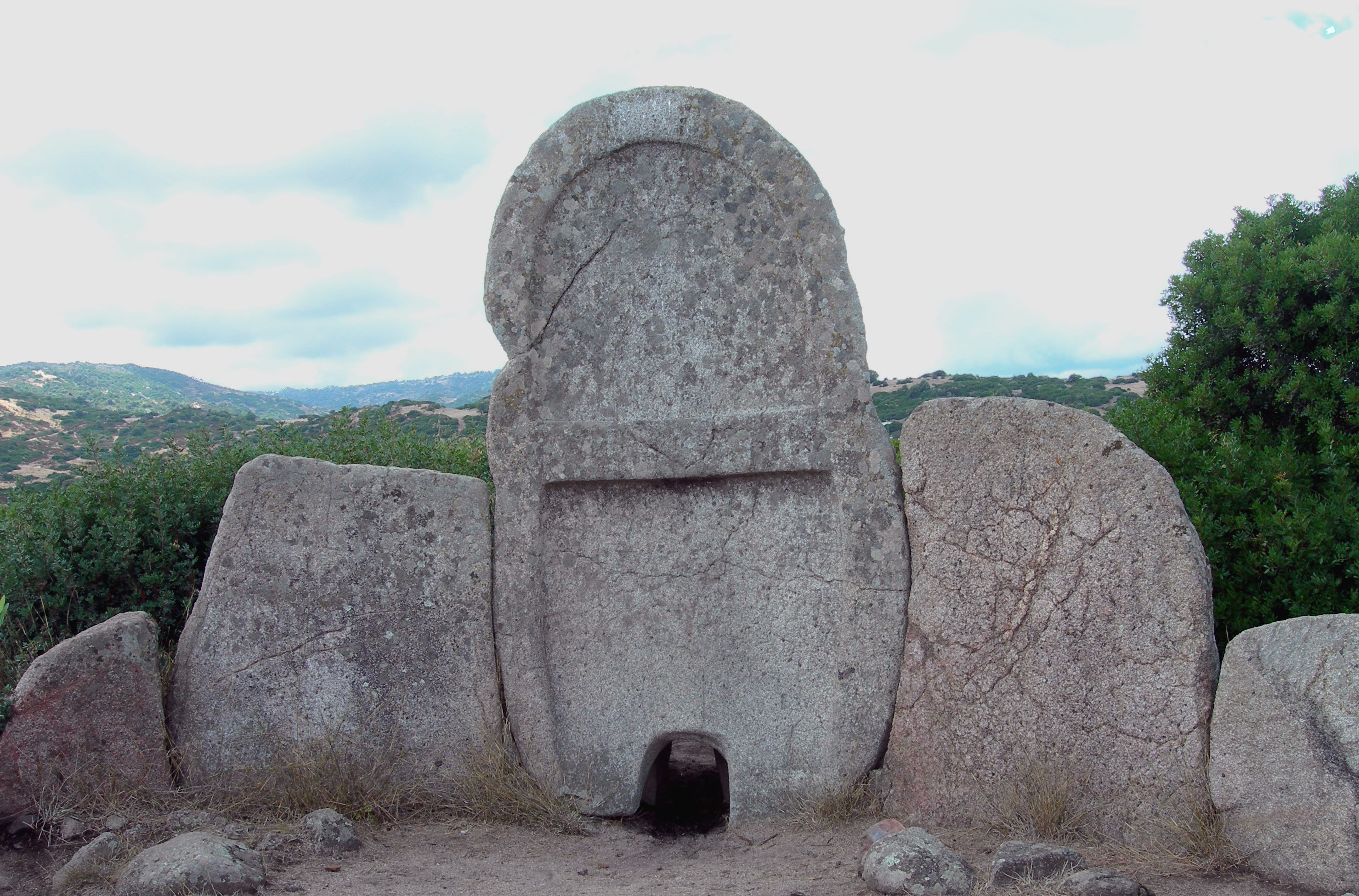
Tomba de gegants de Dorgali

La cultura dels nurags fou una cultura de l'edat del bronze i l'edat del ferro desenvolupada a Sardenya entre els segles XVII i I aC. Deu el seu nom a les torres anomenades nurag (nurakke, nuraghes, nuraxi en sard).

## Característiques i història
La influència capsiana es va estendre a les illes de la Mediterrània, però va ser especialment notable a Sardenya, on, barrejada a altres influències (cultura del vas campaniforme, de tradició dolmènica, i aportacions dels Pobles del mar), donà origen a la cultura dels nurags. Cap al 1500 aC, es desenvolupa el seu element més característic: el nurag, torre en la qual s'aplica el principi de la falsa cúpula (tholos), originari de la Mediterrània oriental. Es creu que era una civilització agropastoral organitzada en clans. Altres trets d'aquesta cultura són les tombes de gegants (monuments funeraris col·lectius de tipus tumular), els temples de pou o pous sagrats i les estatuetes de bronze (bronzetti), que representen principalment guerrers, amb espasa i escut o arquers, i personatges interpretats com a reis o caps de clan.
Giovanni Lilliu hi distingeix cinc fases. Les tres primeres s'inclouen en l'edat del bronze i les dues finals en la del ferro:
- Fase I: 1800-1500 aC. Apareixen el protonurags i pseudonurags i les tombes de gegants; es mantenen manifestacions de cultures anteriors (ceràmica de Bonnànaro, menhirs).
- Fase II: 1500-1200 aC. Probables aportacions socioculturals de la Mediterrània oriental (Pobles del mar?); apareix el nurag amb tholos, es mantenen les tombes de gegants.
- Fase III: 1200-900 aC. Els nurags es transformen en nurags compostos envoltats de poblats de cabanes rodones. Es mantenen les tombes de gegants, però apareixen també inhumacions en fossa. Apareixen el temples de pou. La ceràmica i les armes presenten característiques de l'Egeu. Proliferen els bronzetti; iconografia guerrera. Apareixen els menhirs antropomorfs.
- Fase IV: 900-500 aC. Introducció del ferro. Nurags compostos amb poblat. Les tombes de gegants (enterraments col·lectius) coexisteixen amb tombes individuals: possible senyal de major estratificació social? Canvis religiosos?. Ocupació cartaginesa del sud-oest de Sardenya.
- Fase V: 500-38 aC. Recintes amb poblats.

La civilització nuràgica va viure les seves fases de major esplendor entre el 1500 aC i el 900 aC. Va veure l'arribada dels fenicis i, posteriorment, l'ocupació imperialista pels cartaginesos a les planes agrícoles i massissos miners del S-O de l'illa. L'arribada dels romans arran de les guerres púniques arraconà aquesta cultura a les muntanyes del centreest, especialment a la regió de la Barbagia. Es considera que molts aspectes de la cultura tradicional sarda deriven més o menys directament de la cultura nuràgica.
A Còrsega, en canvi, l'aportació capsiana fou ultrapassada pels Pobles del mar. A les Illes Balears, va sorgir la cultura dels talaiots.